# Marmosa de Waterhouse
La marmosa de Waterhouse (Marmosa waterhousei) és una espècie d'opòssum de la família dels didèlfids. Viu a altituds d'entre 50 i 1.100 msnm al Brasil, Colòmbia, l'Equador, el Perú i Veneçuela. Els seus hàbitats naturals són les selves pluvials de plana i els boscos montans humits. Té una llargada de cap a gropa de 12,2–14,9 cm, la cua de 17,2–22,3 cm i un pes de 49–66 g. El seu pelatge dorsal és marró grisenc fosc amb matisos de color taronja marronós.
Fou anomenada en honor de George Robert Waterhouse.